# Paray-Vieille-Poste
Paray-Vieille-Poste är en kommun i departementet Essonne i regionen Île-de-France i norra Frankrike. Kommunen ligger i kantonen Athis-Mons som tillhör arrondissementet Palaiseau. År 2022 hade Paray-Vieille-Poste 7 956 invånare.

## Befolkningsutveckling
Antalet invånare i kommunen Paray-Vieille-Poste
| Referens: INSEE |